# Liste der Monuments historiques in Hundsbach
Die Liste der Monuments historiques in Hundsbach führt die Monuments historiques in der französischen Gemeinde Hundsbach auf.

## Liste der Objekte
| Bezeichnung                                               | Beschreibung                                                                            | Standort                       | Kennzeichnung | Schutzstatus | Datum | Bild |
| --------------------------------------------------------- | --------------------------------------------------------------------------------------- | ------------------------------ | ------------- | ------------ | ----- | ---- |
| Kanzel                                                    | Holz, farbig gefasst und vergoldet, Ende des 18. Jahrhunderts                           | in der Kirche St-Martin (Lage) | PM68000652    | Classé       | 1991  |      |
| Taufbecken                                                | Sandstein, um 1778                                                                      | in der Kirche St-Martin (Lage) | PM68001074    | Inscrit      | 1989  |      |
| Gemälde am Hauptaltar Der heilige Martin teilt den Mantel | Ölfarbe auf Leinwand, 1919 von Martin von Feuerstein                                    | in der Kirche St-Martin (Lage) | PM68000651    | Classé       | 1991  |      |
| Gemälde Heiliger Nikolaus                                 | Ölfarbe auf Leinwand, 18. Jahrhundert                                                   | in der Kirche St-Martin (Lage) | PM68000653    | Classé       | 1991  |      |
| Gemälde Der heilige Martin teilt den Mantel               | Ölfarbe auf Leinwand, 18. Jahrhundert                                                   | in der Kirche St-Martin (Lage) | PM68000654    | Classé       | 1991  |      |
| Hauptaltar                                                | Altartisch, Tabernakel und Retabel; Holz, farbig gefasst und vergoldet, 19. Jahrhundert | in der Kirche St-Martin (Lage) | PM68001075    | Inscrit      | 1989  |      |
| Bildstock Marienkrönung                                   | Fragmente; Sandstein, 18. Jahrhundert                                                   | an der Kirche St-Martin (Lage) | PM68001076    | Inscrit      | 1989  |      |